# Le Gardien du manuscrit sacré
Pour plus de détails, voir Fiche technique et Distribution.
Le Gardien du manuscrit sacré ou Un moine à toute épreuve au Québec (Bulletproof Monk) est un film américain réalisé par Paul Hunter, sorti en 2003.

## Synopsis
Au tibet, dans les montagnes, une communauté de moines abrite le "manuscrit sacré", des écrits qui renferment une grande puissance.
Son Gardien, un moine, est protégé par le pouvoir du manuscrit.
Lors de la Seconde Guerre mondiale, un nazi tente de s'en emparer alors que le manuscrit vient de changer de gardien.
Le film raconte l'histoire de ce gardien 60 ans plus tard, alors qu'il erre aux États-Unis, cherchant un nouveau gardien tout en protégeant le manuscrit.

## Fiche technique
- Titre français : Le Gardien du manuscrit sacré
- Titre québécois : Un moine à toute épreuve
- Titre original : Bulletproof Monk
- Réalisation : Paul Hunter
- Scénario : Ethan Reiff et Cyrus Voris
- Décors : Deborah Evans
- Costumes : Delphine White
- Photographie : Stefan Czapsky et Anthony Nocera
- Montage : Robert K. Lambert
- Musique : Éric Serra
- Production : Terence Chang (en), Charles Roven, Douglas Segal, John Woo, Alan Glazer, Brent O'Connor, Mark Paniccia, Gotham Chopra, Caroline Macaulay, Kelley Smith-Wait et Michael Yanover
- Sociétés de production : Cub Five Productions, Flypaper Press, Lakeshore Entertainment, Lion Rock Productions, Mosaic Media Group et Signpost Films
- Distribution : Metro-Goldwyn-Mayer
- Budget : 52 millions de dollars
- Pays d'origine :  États-Unis
- Langue : anglais
- Format : Couleurs - 2,35:1 - DTS / Dolby Digital - 35 mm
- Genre : Action, aventure, comédie
- Durée : 104 minutes
- Dates de sortie : 16 avril 2003 (États-Unis), 16 juillet 2003 (Belgique), 13 août 2003 (France)

## Distribution
- Chow Yun-fat (V. F. : Omar Yami ; V. Q. : Benoit Rousseau[1]) : le Moine 5
- Seann William Scott (V. F. : Damien Ferrette ; V. Q. : Patrice Dubois) : Kar
- Jaime King (V. F. : Marjorie Frantz ; V. Q. : Camille Cyr-Desmarais) : Jade
- Karel Roden (V.F : Georges Claisse ; V. Q. : Manuel Tadros) : Strucker
- Victoria Smurfit (V.F : Catherine Le Hénan ; V. Q. : Élise Bertrand) : Nina
- Marcus J. Pirae (V. F. : Boris Rehlinger ; V. Q. : Renaud Paradis) : Mr Funktastic
- Mako (V.F : Jim-Adhi Limas ; V. Q. : Hubert Fielden) : M. Kojima
- Roger Yuan (V.F : Stéphane Tao Lenet ; V. Q. : Luis de Cespedes) : le maître
- K.C. Collins (V. F. : Frantz Confiac) : Sax
- Sean Bell : Diesel
- Kishaya Dudley : DV
- Rob Archer : Buzz
- Mauricio Rodas : Wicho
- Bayo Akinfemi : Shade
- Russell Yuen (V. Q. : Antoine Durand) : frère Tenzin
- Albert Chung (V. F. : Anatole Thibault) : Jeune moine

## Autour du film
- Le tournage s'est déroulé du 9 mars à juin 2002 à Hamilton, Oshawa, Toronto et Vancouver, au Canada.
- Initialement intéressé par le rôle de Kar, Heath Ledger préféra finalement jouer dans Ned Kelly.

## Bande originale
- Diamonds and Guns, interprété par The Transplants
- Tall Cans in the Air (re-mix), interprété par The Transplants
- Ranjahx, interprété par X-Crew/Bittu Dhakiwala
- Static World, interprété par Hollow Enemy Orchestra et Dylan Berry
- The Way You Dream, interprété par 1 Giant Leap
- Chronopolis, composé par Yasunori Mitsuda

## Distinctions
- Nomination au prix du meilleur film d'action, lors des Teen Choice Awards en 2003.